# Union du pays d'Aix Bouc Handball
Actualités
L'Union du pays d’Aix Bouc Handball est un club de handball français basé à Aix-en-Provence et à Bouc-Bel-Air dans le département des Bouches-du-Rhône. La section féminine de l'UPABHB évolue en Nationale 1 lors de la saison 2023-2024.

## Historique
Créé en 1996, le Bouc Bel Air Handball accueille au milieu des années 2000 les joueuses de la section féminine du Pays d'Aix Université Club Handball qui est abandonnée dans le club d'Aix-en-Provence. Le club se hisse alors au plus haut niveau régional puis au niveau national.
Puis en 2014, le club devient Union du pays d’Aix Bouc Handball

## Entraîneurs
- 2014-2019 :  Clément Alcacer
- 2019-2020 :  Cédric Girault
- 2020- :  Thierry Fleurival